# Ernst von Frese
Ernst von Frese, auch: Friedrich Ernst von Frese; vollständiger Name Friedrich Christian Ernst von Frese (* 12. Dezember 1802 in Hinte; † 18. April 1875 in Loppersum), war ein königlich hannoverischer Generalmajor und zuletzt Adjutant des Kronprinzen Georg. Er war Herr auf Gut Loppersum, das 1860 in Rittergut Fresenhaus umbenannt wurde.

## Leben
Ernst von Frese wurde zur sogenannten „Franzosenzeit“ geboren als Sohn des Carl-Friedrich Victor von Frese (* 1. Dezember 1773; † 3. März 1837) und dessen Ehefrau Henriette Friederike Magdalene le Veaux (* 23. Dezember 1776; † 25. Juli 1858).
Frese wurde am 26. Mai 1821 Seconde-Lieutenant der Artillerie der hannoverschen Armee und am 11. Januar 1831 Premier-Lieutenant. Im Jahr 1839 kam er als Adjutant zum Kronprinzen Georg. In dieser Funktion wurde er am 16. Januar 1843 zum Hauptmann befördert. Im Jahr 1850 wurde er als Adjutant abgelöst, am 22. Januar 1854 mit dem Charakter eines Majors zur Disposition gestellt. Dennoch wurde er am 14. Mai 1859 Oberstleutnant, am 27. Mai 1862 Oberst und noch am 4. August 1863 Generalmajor. Er starb am 18. April 1875 in Loppersum.
Freses Erbe wurde sein Neffe August Mauritz Victor von Frese (* 12. April 1850; † 28. Februar 1920), später Präsident der Landwirtschaftskammer.
Ernst Frese heiratete am 8. Juni 1839 die Freiin Marie Klaudine von dem Bussche-Ippenburg (* 2. Oktober 1817; † 12. November 1902). Seine Frau war eine Förderin des Kindererholungsheims auf Norderney.